# Institutsgebäude Marbacher Weg 6
Das Institutsgebäude Marbacher Weg 6 in Marburg ist ein historisches Gebäude der Philipps-Universität Marburg, das heute als Sitz des Instituts für Pharmazeutische Chemie genutzt wird. Es wurde in den Jahren 1901 bis 1902 erbaut und gehört zusammen mit den benachbarten Gebäuden zu einem komplexen Campus für die chemische und pharmazeutische Forschung. Das Gebäude steht unter Denkmalschutz und ist ein wichtiger Bestandteil der Universitätshistorie.

## Gesamtentwicklung des Geländes
Das alte Pharmazeutische Institut an der Ecke Marbacher Weg / Wilhelm-Roser-Straße wurde 1871 bis 1889 von Carl Schäfer in Sandsteinmauerwerk erbaut. Es handelte sich um einen zweigeschossigen Institutsbau mit 35 Arbeitsplätzen und einem Hörsaal.
Im Laufe der Jahre wuchs der Bedarf an mehr Laborräumen und einer modernen Infrastruktur für die wachsende Zahl an Studierenden und Forschern. So wurde die Galenik, ein Erweiterungsbau von 1901/02 unter der Leitung von Bernhard Zölffel errichtet, um zusätzliche Kapazitäten für das Pharmazeutische Institut zu schaffen.
In den 1950er und 1960er Jahren wurde das Gesamtgelände massiv umgestaltet. Große Teile der Altbebauung wurden dabei abgerissen. So wurde 1958 die auf dem Gelände befindliche Alte Ohrenklinik von 1867, die seit 1931 für Institutszwecke genutzt wurde, abgebrochen und durch einen viergeschossigen Neubau ersetzt. Ab 1964 wurde ein weiterer Hörsaal und ein Institutsgebäude errichtet.
Das alte Pharmazeutische Institut mit mehreren Nebengebäuden musste 1963 ebenfalls einem Neubau weichen, womit die Umgestaltung des Geländes ihr vorläufiges Ende fand. Von der ursprünglichen Altbebauung ist seitdem nur noch die Galenik erhalten, die heute von der Universität als Institutsgebäude Marbacher Weg 6 genutzt wird.

## Architektur
Das Architekturdesign der ehemaligen Galenik bzw. des heutigen Institutsgebäudes Marbacher Weg 6 ist stark von der Zeit um 1900 geprägt. Der Bau besteht aus einem Sockelgeschoss, das mit Rotsandsteinquadern verkleidet ist, und darüber auf zwei Stockwerken mit einem verschieferten Walmdach.
Die streng wirkende Fassade des Gebäudes wird durch einen Seitenrisalit, in dessen Schmalseite sich der Eingang befindet, untergliedert. Die Fenster sind als Stichbogenfenster ausgeführt, mit der Ausnahme eines zu einer Dreiergruppe zusammengefassten Fensters im Untergeschoss.
In Material und Baustil lehnt sich das Gebäude an den nicht mehr vorhandenen Institutsbau von Carl Schäfer an.

## Nutzung
Seit seiner Errichtung wurde das Gebäude kontinuierlich für wissenschaftliche Zwecke genutzt, ursprünglich für den Unterricht der lebensmittelchemischen Abteilung. Das Gebäude war als Erweiterung des ursprünglichen Pharmazeutischen Instituts gedacht und bot zusätzlichen Platz für Laboratorien und Unterrichtsräume.
Mit der fortschreitenden Entwicklung der pharmazeutischen Wissenschaften und der Universität Marburg wurde das Gebäude auch weiterhin für die unterschiedlichen Bedürfnisse der Universität genutzt. Nach dem Zweiten Weltkrieg und der darauf folgenden Expansion der Universität wurde das Gesamtgelände weiter angepasst und modernisiert, um den Anforderungen der wachsenden wissenschaftlichen Disziplin gerecht zu werden. Heute dient das Gebäude als Zentrum für das Institut für Pharmazeutische Chemie und beherbergt zahlreiche Labore und wissenschaftliche Einrichtungen für die chemische und pharmazeutische Forschung.

## Denkmal
Auf dem Gelände des Institutsgebäudes Marbacher Weg 6 befindet sich eine bronzene Büste von Ernst Albert Schmidt, einem der wichtigen Direktoren des Pharmazeutischen Instituts der Philipps-Universität Marburg. Die Büste wurde von der Künstlerin Lilli Wislicenus im Jahr 1920 geschaffen und befindet sich auf einem hochrechteckigen Sandsteinpodest vor dem Institutsgebäude.
Die Büste zeigt Schmidt in einem realistischen Porträt mit einem kurzen Bart, Fliege, Weste und Stehkragen. Die Inschrift auf dem Sockel der Büste verweist auf seinen Beitrag zur pharmazeutischen Chemie und seine Tätigkeit als Direktor des Instituts.
Das Denkmal ist wie das Gebäude von 1901/02 heute ein Kulturdenkmal und ein wichtiges Element der Geschichte des Pharmazeutischen Instituts der Philipps-Universität Marburg.